# Federația Română de Fotbal
Federația Română de Fotbal (FRF) este forul conducător oficial al fotbalului în România, sediul său fiind în Parcul Național, în Casa Fotbalului. Este afiliată la FIFA din 1923 și la UEFA din 1955.

## Istoric
Prima asociație fotbalistică din România a fost fondată în octombrie 1909, sub numele de ASAR (Asociațiunea Societăților Atletice din România), din aceasta făcând parte cele trei cluburi de fotbal existente în acel moment: Colentina CA și Olimpia SC (ambele din București) și United AC din Ploiești.
Prima competiție fotbalistică internă, „Cupa ASAR” s-a desfășurat în perioada decembrie 1909 - ianuarie 1910.  La data de 1 decembrie 1912, organul de conducere a activităților fotbalistice devine Comisiunea de Football-Asociație, comisie care făcea parte din UFSR (Uniunea Federațiilor Sportive din România)
La date de 16 februarie 1930 se înființează Federația Română de Fotbal Asociație, organism independent cu autoritate juridică și care, a organizat participarea României la Campionatul Mondial de Fotbal din Uruguay, din același an. Federația este admisă la FIFA după Congresul de la Budapesta din 1931.
Pe 4 mai 2009, cu ocazia aniversării a 100 de ani de la înființare, Federației Română de Fotbal i s-a acordat Ordinul „Meritul Sportiv”, clasa a II-a, „pentru întreaga activitate pusă în slujba sportului românesc, pentru contribuția adusă la promovarea imaginii României în lume.”

## Președinți
| Președintele și perioada mandatului |                      |
| 1930-1933                           | Aurel Lecuția        |
| 1933-1936                           | V.Tilea              |
| 1936-1940                           | Gabriel Marinescu    |
| 1944                                | Nicolae Lucescu      |
| 1944-1945                           | Ion Slătineanu       |
| 1945                                | Oreste Alexandrescu  |
| 1945-1946                           | Remus Alexandrescu   |
| 1946-1947                           | Virgil Economu       |
| 1947-1948                           | Emil Angheliu        |
| 1948-1950                           | Anton Irimescu       |
| 1950-1957                           | Dumitru Petrescu     |
| 1957-1958                           | Ion Minei            |
| 1958-1960                           | Corneliu Mănescu     |
| 1960-1962                           | Alexandru Bîrlădeanu |
| 1962                                | Ion Pintea           |
| 1962-1963                           | Miron Olteanu        |
| 1963-1967                           | Gheorghe Popescu I   |
| 1967                                | Alexandru Bîrlădeanu |
| 1967-1969                           | Adrian Dumitru       |
| 1968                                | Ion Dumitrescu       |
| 1969-1975                           | Mircea Angelescu     |
| 1976-1978                           | Traian Dudaș         |
| 1979-1980                           | Anghel Paraschiv     |
| 1981-1983                           | Andrei Rădulescu     |
| 1983-1986                           | Ion Dumitrescu       |
| 1986-1989                           | Mircea Angelescu     |
| 1989-1990                           | Andrei Rădulescu     |
| 1990                                | Mircea Pascu         |
| 1990-2014                           | Mircea Sandu         |
| 2014-                               | Răzvan Burleanu      |

## Competiții organizate
- Liga I
- Liga a II-a
- Liga a III-a
- Cupa României
- Cupa Ligii
- Supercupa României
- Liga I (feminin)
- Liga a II-a (feminin)
- Liga a III-a (feminin)
- Liga I (futsal)